# Радуан Салі
Радуан Салі (араб. رضوان صالحي, нар. 18 грудня 1967, Сус) — туніський футболіст, що грав на позиції воротаря за клуб «Етюаль дю Сахель», а також національну збірну Тунісу, у складі якої був учасником трьох Кубків африканських націй та чемпіонату світу 1998 року.

## Клубна кар'єра
У дорослому футболі дебютував 1986 року виступами за команду клубу «Етюаль дю Сахель», кольори якої і захищав протягом усієї своєї кар'єри гравця, що тривала шістнадцять років. 

## Виступи за збірну
1994 року дебютував в офіційних матчах у складі національної збірної Тунісу. Протягом кар'єри у національній команді, яка тривала 7 років, але провів у формі головної команди країни лише 7 матчів, оскільки здебільшого був дублером Шокрі Ель-Уаера.
Був у заявках збірної на Кубку африканських націй 1994 року у Тунісі, чемпіонаті світу 1998 року у Франції, Кубку африканських націй 1998 року у Буркіна Фасо та Кубку африканських націй 2000 року у Гані та Нігерії.